# Lucid Games
Lucid Games Limited es un desarrollador de videojuegos británico con sede en Liverpool, Inglaterra. La compañía se incorporó a la Casa de Compañías del Reino Unido el 19 de enero de 2011 y la formación del estudio se anunció el 25 de febrero de ese año. 
Se le conoce principalmente por haber creado un port oficial de algunos juegos de Rockstar Games, entre los principales GTA LCS.
- Datos: Q14947442